# Smědeč
Smědeč (německy Gross-Zmietsch) je malá vesnice, část obce Ktiš v okrese Prachatice v Jihočeském kraji. Nachází se asi tři kilometry severovýchodně od Ktiše. Prochází zde silnice II/143, silnice II/122 a silnice II/166. Je zde evidováno 25 adres. V roce 2011 zde trvale žilo 29 obyvatel.
Smědeč je také název katastrálního území o rozloze 9,8 km². V katastrálním území Smědeč leží i Smědeček. Na návsi je autobusová zastávka Ktiš, Smědeč, služby motoristům poskytuje čerpací stanice.

## Název
Název Smědeč vznikl z osobního jména Smiedek nebo z osobního jména Smědec.

## Historie
První písemná zmínka o vesnici pochází z roku 1311. V roce 1930 zde žilo 203 obyvatel. V letech 1938 až 1945 byla ves v důsledku uzavření Mnichovské dohody přičleněna k nacistickému Německu.

## Obyvatelstvo
| Rok            | 1869 | 1880 | 1890 | 1900 | 1910 | 1921 | 1930 | 1950 | 1961 | 1970 | 1980 | 1991 | 2001 | 2011 | 2021 |
| -------------- | ---- | ---- | ---- | ---- | ---- | ---- | ---- | ---- | ---- | ---- | ---- | ---- | ---- | ---- | ---- |
| Počet obyvatel | 245  | 248  | 218  | 202  | 207  | 220  | 203  | 56   | 47   | 56   | 54   | 57   | 56   | 29   | 35   |
| Počet domů     | 25   | 27   | 26   | 26   | 26   | 27   | 42   | 40   | 40   | 10   | 12   | 16   | 21   | 24   | 23   |

## Obecní správa
Při sčítání lidu v letech 1850–1959 Smědeč byl samostatnou obcí, se kterým patřil nejprve do okresu Český Krumlov (v letech 1850–1910 Krumlov), ale od roku 1950 v okrese Prachatice. Od roku 1960 je částí obce Ktiš v okrese Prachatice. V letech 1850–1959 k obci patřil Smědeček.

## Pamětihodnosti
- Na návsi stojí vysoký kříž s datací 1856.

## Galerie

Smědeč
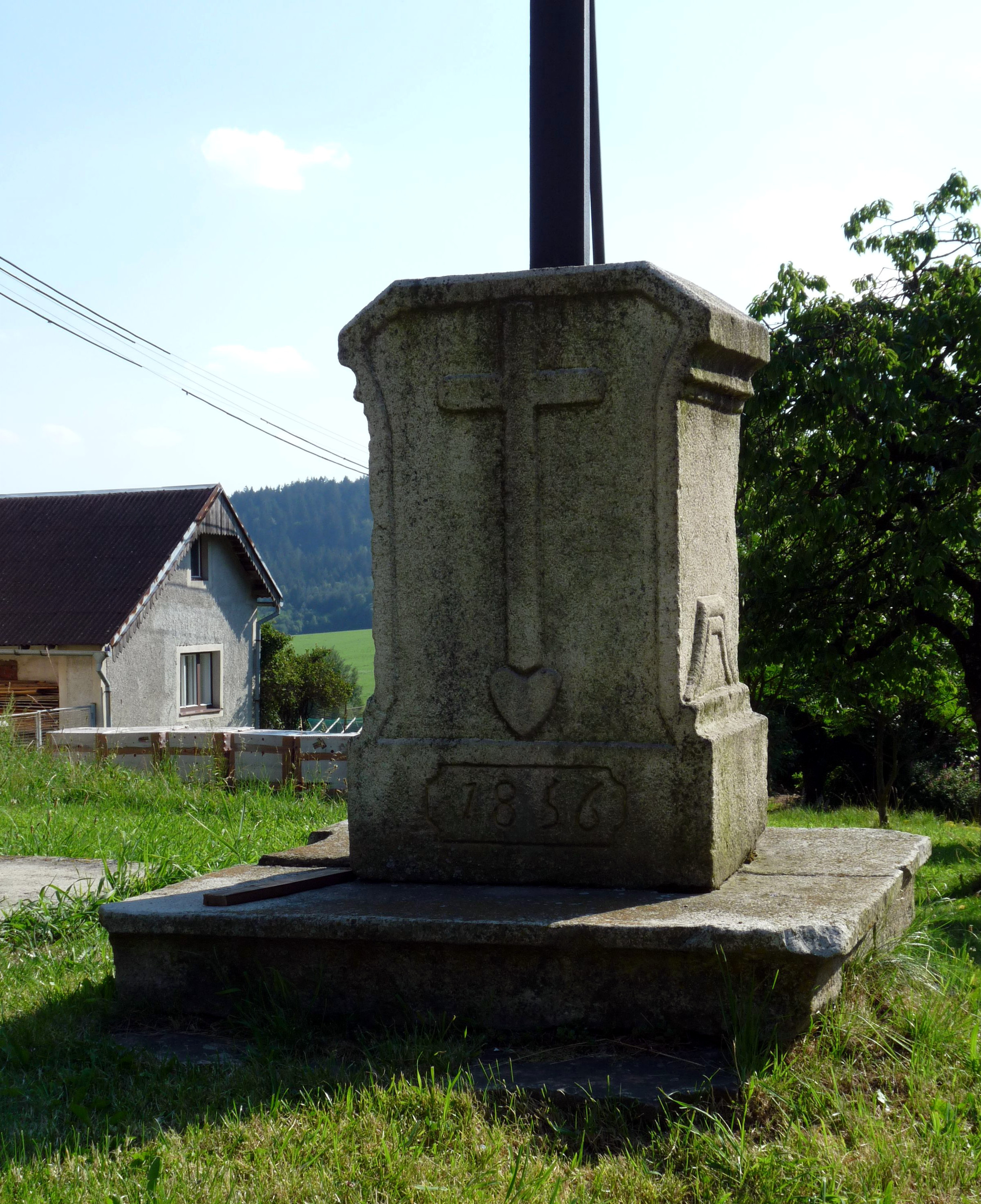
Kříž
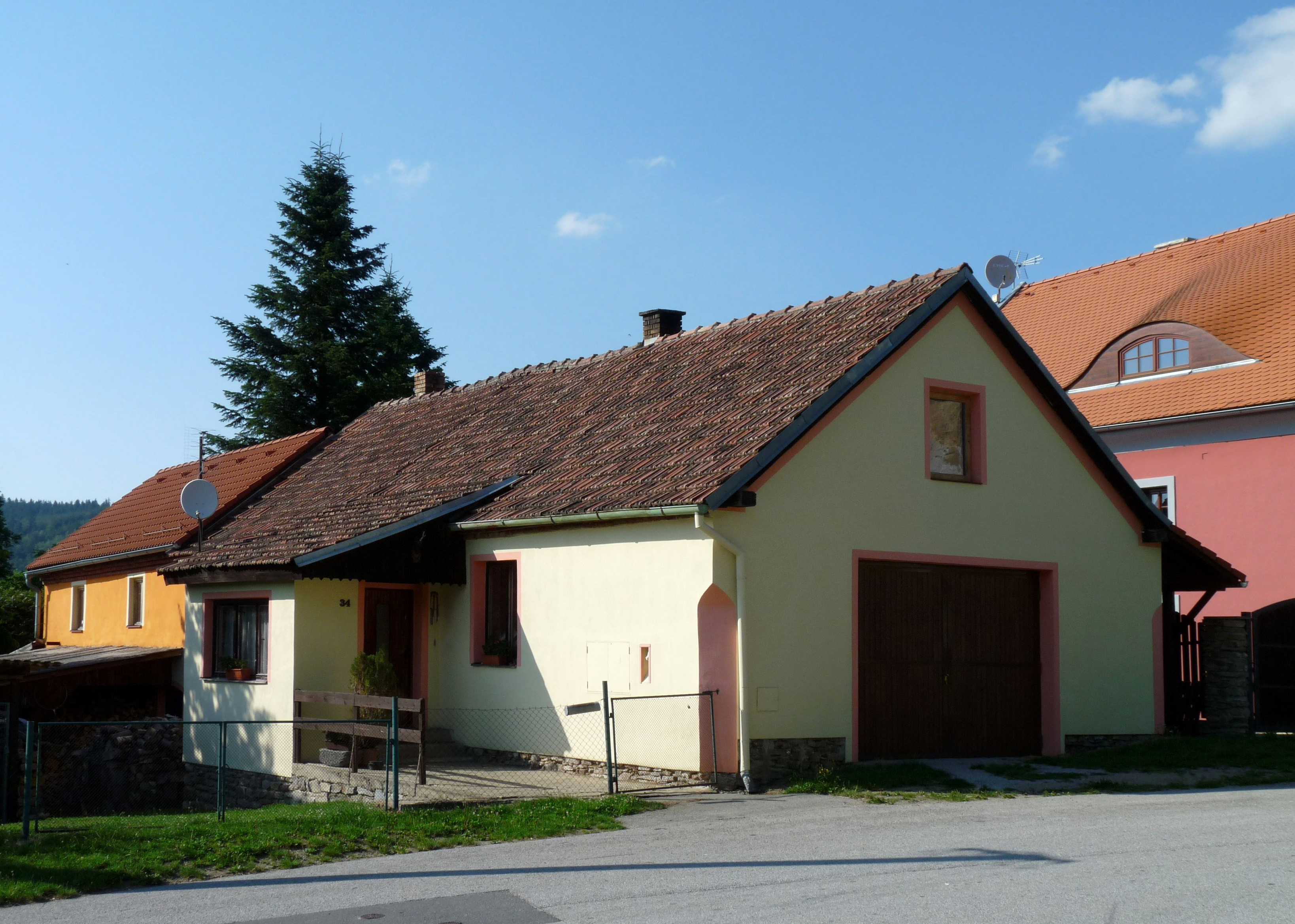
Stavení čp.36
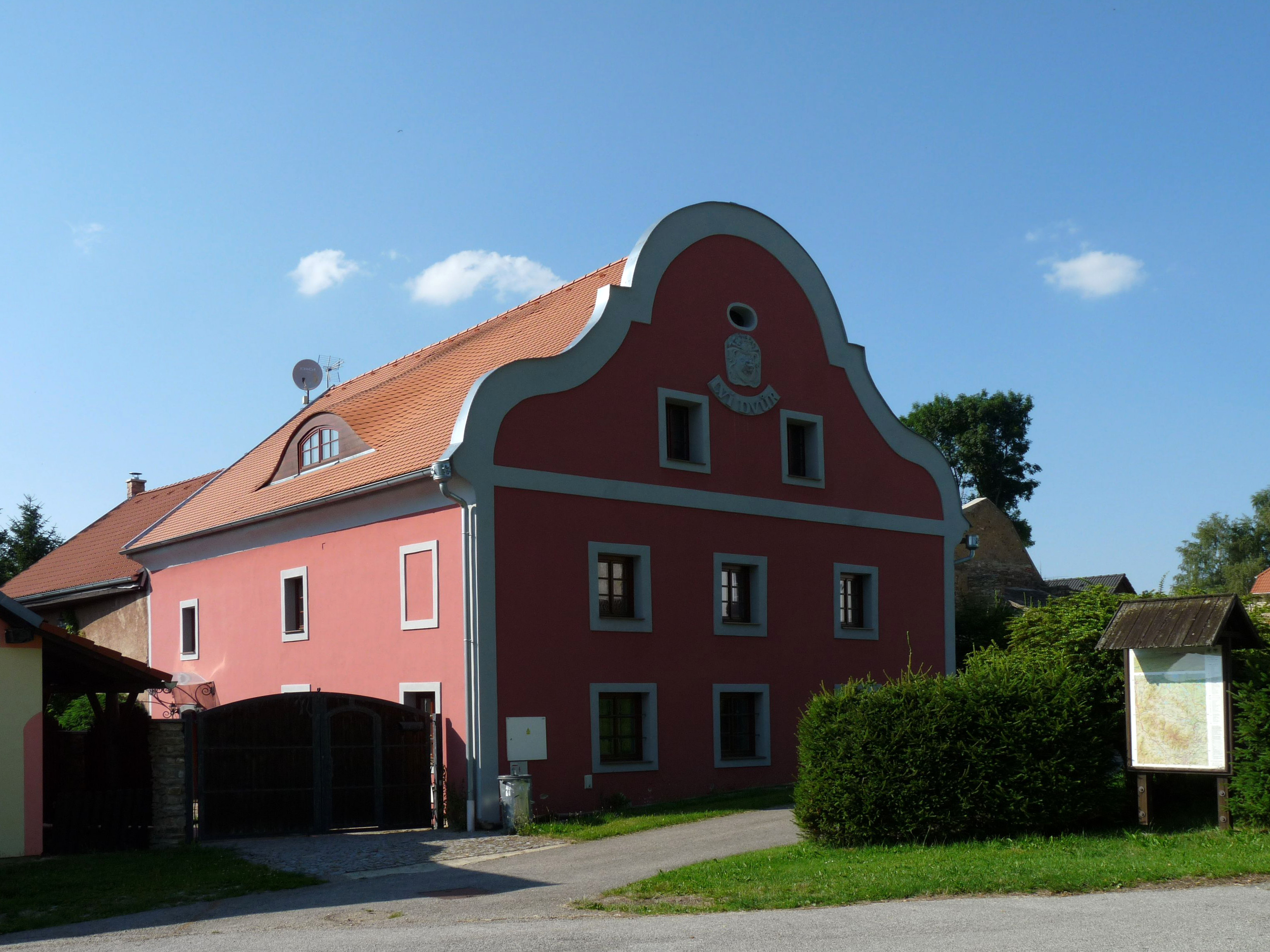
Stavení čp.11
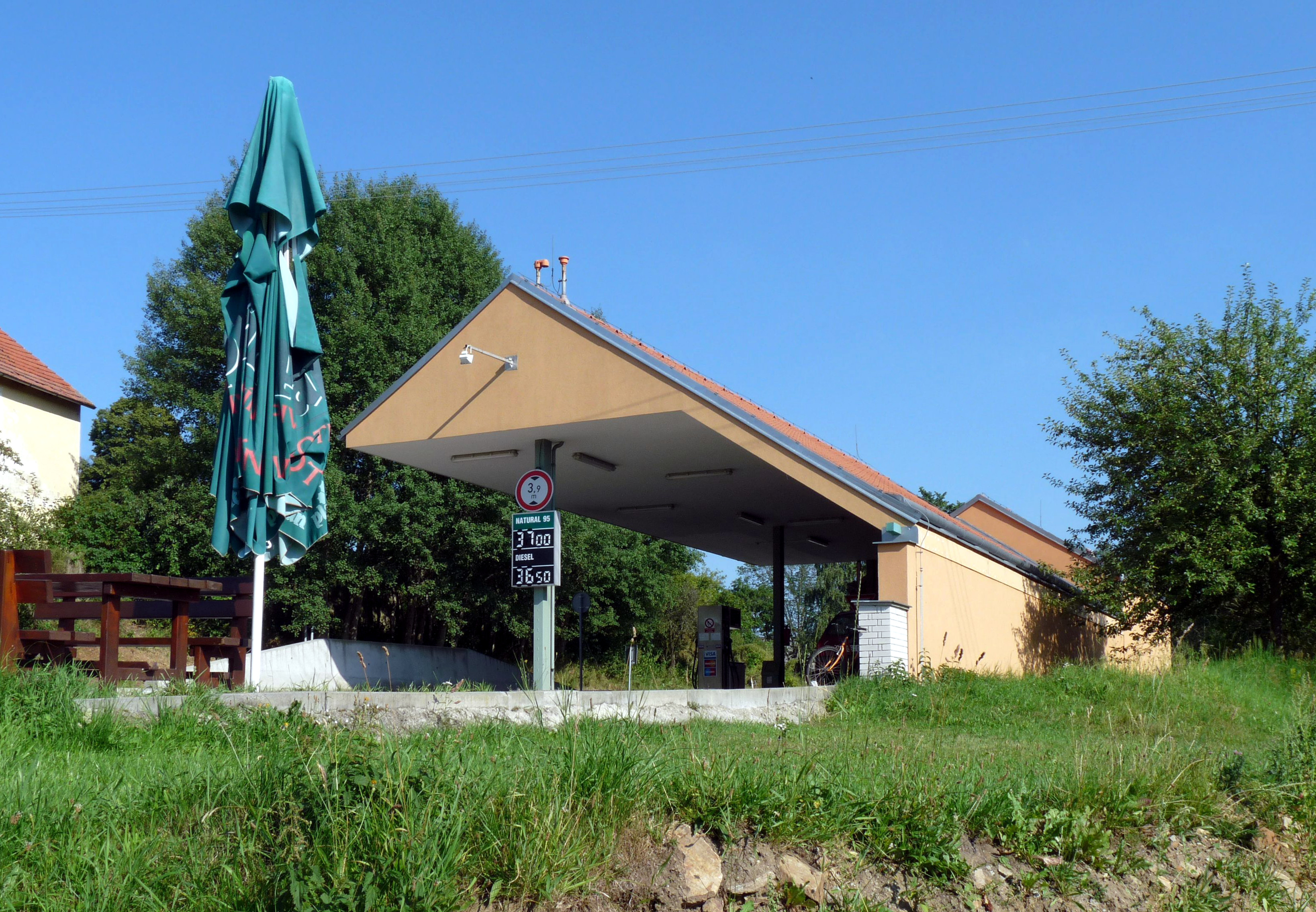
Čerpací stanice
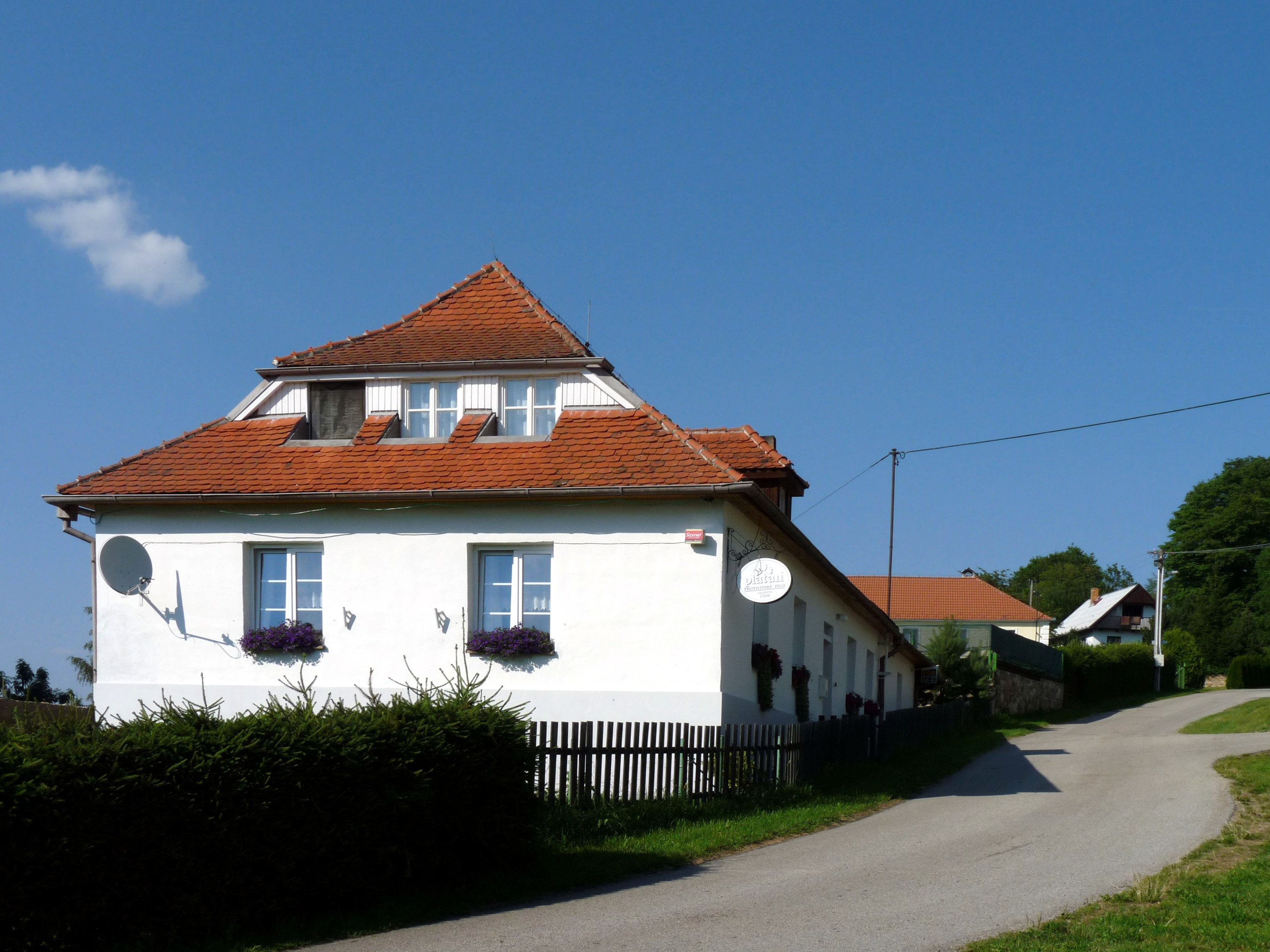

- |Stavení čp.24
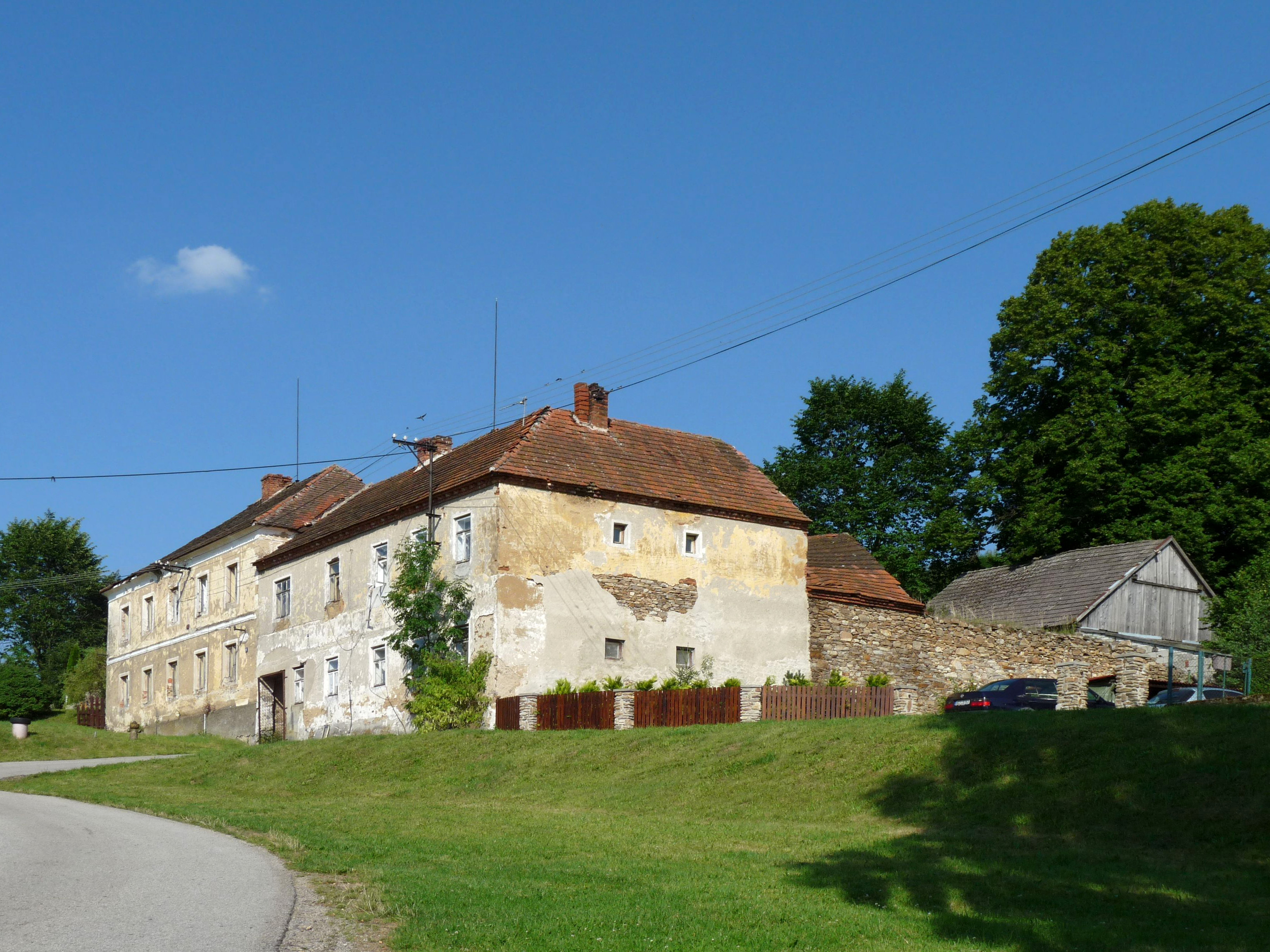
Stavení čp.39 a 19